# Waals Charter
Het Waals Charter is een keure die hertog Jan III uitvaardigde voor het hertogdom Brabant op 12 juli 1314, samen met het Vlaams Charter. Beide overeenkomsten waren oorspronkelijk in het Frans gesteld, maar vanwege het grote belang voor de bevolking, kreeg één ervan een Vlaamse vertaling. Ter onderscheiding zijn geschiedkundigen gaan spreken over een "Vlaams" en een "Waals" charter. Ze zijn door de onderhandelaars aan beide zijden aangenomen kort na de Keure van Kortenberg en kunnen eveneens gerekend worden tot de ontwikkelingen die later als Brabants constitutionalisme zouden worden geduid.

## Achtergrond

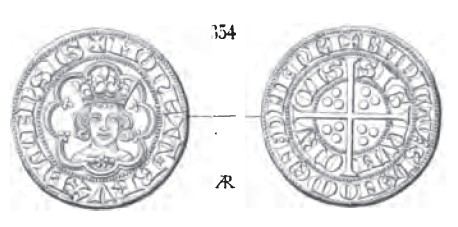
Munt geslagen in opdracht van Jan III van Brabant

Kort na het verlenen van het Charter van Kortenberg, waar de steden erfopvolging door Jan III erkenden in ruil voor burgerrechten, stierf hertog Jan II van Brabant. Zijn twaalfjarige opvolger Jan III kwam onder adellijke voogdij, maar de voogden kregen de al  langer bestaande schuldenput niet onder controle. Toen in Frankrijk Brabantse handelaars werden aangehouden die zich borg voor de schulden van de hertog hadden gesteld, namen vertegenwoordigers van de steden het heft in handen. Het ging in het bijzonder om de drie economische machtscentra Leuven, Brussel, en Antwerpen, verder om 's-Hertogenbosch, Tienen, Zoutleeuw en Maastricht. Men ging gezamenlijk op de voogden toe om te onderhandelen over de situatie en zette daarbij de verbetering van hun rechtspositie in. In ruil voor betaling van een zesjarige bede die genoeg zou zijn om de schulden te voldoen, eiste men invloed op in de hertogelijke raad. Hun vertegenwoordigers en twee edellieden oefenden zo van 1314 tot 1320 zelf het regentschap uit, daaronder het muntbeleid.
Het Antwerpse stadsbestuur ondertekende aanvankelijk niet en nam daarom ook niet deel aan de regentieraad. Reden was de onverwachte verplaatsing van de Engelse wolstapel vanaf 1313 naar St.-Omaars en verpanding door de bisschop van Luik van de stapels van vis, haver en zout van Mechelen aan de graaf van Henegouwen. Pas nadat Jan III in 1316 Antwerpen concessies had gedaan, ondertekende de stad ook.
Het geheel aan afspraken rondom de schuldsanering werd vastgehouden in de twee charters. Door de betrokkenheid van Jans schoonvader Lodewijk van Évreux, een voorvechter van rechten van de wereldse macht tegenover de Kerk, waren de overeenkomsten in het Romaans ('Waals' of 'Frans') gesteld. Een ervan, het "Waals Charter", betrof tijdelijke maatregelen om het deficit te beheersen. Hiervan nam men klaarblijkelijk niet de moeite om een vertaling te maken.

## Inhoud
Het Waals Charter bepaalde dat de inkomsten van de hertog exclusief beheerd zouden worden door stedelijke afgevaardigden en enkel worden gebruikt voor schuldendelging. Het maken van nieuwe schulden werd aan banden gelegd door voor te schrijven dat de steden en het land moesten instemmen met oorkonden die het land belastten of schaadden. Hun instemming was ook nodig voor de benoeming van de zegelbewaarder en voor het verwerven van diensten met onroerend goed.
Anders dan de Keure van Kortenberg voorzag het charter niet in maatregelen om de naleving ervan te verzekeren, zoals een toezichtsraad of ongehoorzaamheidsclausules.

## Invloed
Deze bepalingen golden zolang de steden zich met de hertogelijke schulden belastten. In 1320 doofden ze daarom uit. Ze werden niet overgenomen in de Blijde Inkomst van 1356, maar tijdens de crisissituatie van 1420 greep men er alsnog naar terug. Zo leefde het Waals Charter toch voort in de constitutionele traditie van Brabant.